# Volksbank Meßkirch
Die Volksbank Meßkirch eG Raiffeisenbank war eine deutsche Genossenschaftsbank mit Sitz in der baden-württembergischen Stadt Meßkirch im Landkreis Sigmaringen.

## Geschichte
Die Geschichte der Volksbank Meßkirch eG Raiffeisenbank, die zu den ältesten Gründungen von Kreditgenossenschaften in Baden gehört, begann am 1. April 1864. Laut einem Artikel im Oberbadischen Grenzboten berichtete das damalige Aufsichtsratsmitglied P. J. Kleiner in der dreißigsten Generalversammlung am 18. April 1894 in einem „historischen Bericht“ über die Gründung wie folgt:
„Anfangs der 60iger Jahre veranstaltete der damalige Herr Oberamtmann von Stoesser sogenannte Bürgerabende, welche allmonatlich gehalten und durch Vorträge von den Herren Beamten, Lehrern etc. belebt wurden. Die Hauptthemata, gehalten von Herrn von Stoesser, behandelten zumeist die Bildung von Vereinen und verdankten derselben der Vorschussverein, der Gewerbeverein und der Krankenverein ihr Leben. Nach mehreren Besprechungen über die Zwecke eines Vorschussvereins und deren große Bedeutung für das geldbedürftige Publikum, sowohl der Landwirte als der Gewerbetreibenden, vereinigten sich die folgenden 23 hiesigen Einwohner zur Bildung eines Vorschussvereins: Heinrich Angebrandt, Baum Aktuar; Heinrich Beck, zum „Löwen“; Matthias Bosch, Schreinermeister; Adolf Diener, Bäckermeister; Josef Eberle, Hafnermeister; Flaig, Sattelmeister; Karl Flach, Sattlermeister; Johann Fröhlich, Zimmermeister; Josef Glattes, Glasermeister; Alois Gröber, Schreinermeister; Jakob Hegele, Kaufmann; Karl Heudorf, Hutmacher; Johann Hornstein, Küfermeister; P. J. Kleiner, Kaufmann; Josef Mayer, Ziegler; Heinrich Mayer, Goldarbeiter; Emil Nabenhauer, Flaschnermeister; J. B. Roder, zum „Adler“; Josef Roth, Kaufmann; Fidel Sauter, Zimmermeister; Xaver Singer, Hafnermeister und G. v. Stoesser, Oberamtmann.“
Dass der Vorschussverein dringend benötigt wurde, er aber auch mit erheblichen Startschwierigkeiten zu kämpfen hatte, zeigen die beiden folgenden Ausschnitte aus Protokollen der Anfangszeit. „Die Gründung des Vereins fiel in eine schwere Zeit, Zeit der Klemme. Wahrlich ein Glück, dass es wenigstens in einer solchen entstand. Wo wäre es möglich gewesen, dass die Einzelnen in einer Zeit, in welcher das Geld verschwunden zu sein schien, in welcher gegen die größten Sicherheiten kaum zu 8–10 % Geld zu erhalten war, hier in Meßkirch 35.000 Gulden zu niederen Zinsen mit der Möglichkeit der jederzeitigen Abzahlung selbst in kleinen Beträgen aufgetrieben hätten? Unmöglich, selbst kaum zu diesen Wucherzinsen.“
In einem weiteren folgenden Protokoll heißt es: „Natürlich hatte der Verein, dessen Gründung gerade in eine Zeit großer Geldklemme fiel und der noch das Misstrauen, mit welchem alles Neue aufgenommen wird, zu überwinden hatte, anfänglich mit großen Schwierigkeiten zu kämpfen, um sich für die Vorschüsse die erforderlichen Mittel zu beschaffen.“
Die letzte Fusion der heutigen Volksbank Meßkirch eG Raiffeisenbank fand im Jahr 2001 mit der Raiffeisenbank Wald-Hohenfels eG mit dem Sitz in Wald statt. Sie entstand zuvor im Jahr 1987 durch die Fusion der Raiffeisenbank innerer Heuberg eG mit dem Sitz in Leibertingen mit der Spar- und Kreditbank eG (Raiffeisenbank) Meßkirch und der Volksbank Meßkirch eG (beide mit Sitz in Meßkirch).
Zuvor fanden bereits Fusionen der beiden Banken mit örtlichen Raiffeisenbanken statt.
- 1981 – Fusion der Raiffeisenbank Liggersdorf eG mit dem Sitz in Liggersdorf mit der Raiffeisenbank in Wald eG mit dem Sitz in Wald zur Raiffeisenbank Wald-Hohenfels eG
- 1981 – Fusion der Raiffeisenbank Rohrdorf eG mit dem Sitz in Rohrdorf mit der Spar- und Kreditbank eG (Raiffeisenbank) Meßkirch
- 1976 – Fusion der Raiffeisenkasse eG Boll bei Meßkirch mit dem Sitz in Boll mit der Spar- und Kreditbank eG (Raiffeisenbank) Meßkirch
- 1974 – Fusion der Spar- und Darlehnskasse Thalheim eG mit dem Sitz in Thalheim mit der Spar- und Kreditbank eG (Raiffeisenbank) Meßkirch
- 1974 – Fusion der Raiffeisenkasse Ruhestetten eG mit dem Sitz in Ruhestetten mit der Raiffeisenbank in Wald eG
- 1973 – Fusion der Raiffeisenkasse eGmbH Göggingen bei Meßkirch mit dem Sitz in Göggingen mit der Spar- und Kreditbank eGmbH (Raiffeisenbank) Meßkirch
- 1971 – Fusion der Spar- und Darlehnskasse Otterswang-Walbertsweiler eGmbH mit dem Sitz in Otterswang mit der Raiffeisenbank Wald eGmbH zur Raiffeisenbank in Wald eGmbH
- 1971 – Fusion der Raiffeisenkasse eGmbH Rast mit dem Sitz in Rast mit der Spar- und Kreditbank eGmbH (Raiffeisenbank) Meßkirch
- 1971 – Fusion der Raiffeisenkasse Gutenstein eGmbH mit dem Sitz in Gutenstein mit der Raiffeisenbank eGmbH (Engelwies, Langenhart, Rohrdorf) Sitz: Rohrdorf bei Meßkirch mit dem Sitz in Rohrdorf zur Raiffeisenbank eGmbH Rohrdorf bei Meßkirch
- 1971 – Fusion der Raiffeisenkasse eGmbH Bietingen bei Meßkirch mit dem Sitz in Bietingen mit der Raiffeisenkasse eGmbH Boll bei Meßkirch
- 1970 – Fusion der Raiffeisenkasse eGmbH Hausen im Tal bei Meßkirch mit dem Sitz in Hausen im Tal mit der Raiffeisenkasse eGmbH Kreenheinstetten bei Meßkirch mit dem Sitz in Kreenheinstetten und der Raiffeisenkasse eGmbH Leibertingen bei Meßkirch mit dem Sitz in Leibertingen zur Raiffeisenbank innerer Heuberg eGmbH
- 1970 – Fusion der Raiffeisenkasse eGmbH Engelwies mit dem Sitz in Engelwies mit der Raiffeisen-Ein- und Verkaufsgenossenschaft Langenhart bei Meßkirch eGmbH mit dem Sitz in Langenhart und der Raiffeisen-Spar- und Darlehnskasse eGmbH Rohrdorf zur Raiffeisenbank eGmbH (Engelwies, Langenhart, Rohrdorf) Sitz: Rohrdorf bei Meßkirch
- 1968 – Fusion der Spar- und Darlehnskasse Otterswang eGmbH mit der Spar- und Darlehnskasse Walbertsweiler eGmbH mit dem Sitz in Walbertsweiler zur Spar- und Darlehnskasse Otterswang-Walbertsweiler eGmbH
- 1942 – Fusion der Kreditkasse Meßkirch eGmuH mit der Meßkircher Volksbank e.G.m.u.H zur Volksbank Meßkirch eGmbH

Im Jahr 2024 fusionierte die Volksbank Meßkirch eG mit der Volksbank Schwarzwald-Donau-Neckar eG.

## Rechtsverhältnisse
Die Volksbank Meßkirch eG Raiffeisenbank war im Genossenschaftsregister beim Amtsgericht Ulm unter GnR 710098 eingetragen.

## Organisationsstruktur
Rechtsgrundlagen waren das Genossenschaftsgesetz und die durch die Vertreterversammlung beschlossene Satzung. Organe der Bank waren der Vorstand, der Aufsichtsrat und die Vertreterversammlung.

## Sicherungseinrichtung
Die Volksbank Meßkirch eG Raiffeisenbank war der amtlich anerkannten Sicherungseinrichtung des Bundesverbandes der Deutschen Volksbanken und Raiffeisenbanken GmbH und der zusätzlichen freiwilligen Sicherungseinrichtung des Bundesverbandes der Deutschen Volksbanken und Raiffeisenbanken e.V. angeschlossen.

## Genossenschaftliche Finanzgruppe der Volksbanken Raiffeisenbanken
Die Bank war Teil der genossenschaftlichen Finanzgruppe Volksbanken Raiffeisenbanken und Mitglied beim Bundesverband der Deutschen Volksbanken und Raiffeisenbanken (BVR).

## Geschäftsausrichtung
Die Volksbank Meßkirch eG Raiffeisenbank betrieb das Universalbankgeschäft. Im Verbundgeschäft arbeitete sie mit der DZ Bank, R+V Versicherung, Bausparkasse Schwäbisch Hall, Teambank, VR Smart Finanz, DZ Privatbank, easyCredit, Münchener Hypothekenbank, DZ Hyp und der Union Investment zusammen.

## Geschäftsgebiet
Das Geschäftsgebiet lag im Südwesten des Landkreises Sigmaringen sowie im Westen des Landkreises Tuttlingen und erstreckte sich im Norden vom Donautal bis im Süden nach Hohenfels und im Westen von Worndorf bis im Osten nach Göggingen mit den Kommunen Meßkirch, Leibertingen, Hohenfels, Sauldorf und Wald.
An diesen Orten betrieb die Bank Filialen:
- Meßkirch (Hauptstelle, jur. Sitz + 1 SB-Geschäftsstelle)
- Göggingen (Geschäftsstelle)
- Leibertingen (Geschäftsstelle)
- Wald (Geschäftsstelle)
- Liggersdorf (Geschäftsstelle)
- Worndorf (Geschäftsstelle)

## Gesellschaftliches Engagement
Traditionell übernahm die Volksbank Meßkirch eG Raiffeisenbank als regionaler Förderer Verantwortung in Sozialem, Sport, Kultur und Jugendarbeit. Damit einbegriffen waren u. a. Kooperationen mit Vereinen und Schulen sowie gemeinnützigen Institutionen.